# Вибране 1CD
Вибране 1CD — альбом-збірка українського вокального дуету «ТЕЛЬНЮК: Сестри», що вийшла 2005 року під лейблом Атлантик.

## Композиції
1. Невольники
2. Пролетіло літо
3. А ви мовчіть… (***)
4. Розбуди мене…
5. Мене ти не смій не любить
6. Антиколяда
7. Серце-люстерце
8. Розплітає печаль
9. Літо краснеє минуло
10. Досадонька
11. Скрипка